# Сільське господарство Уельсу

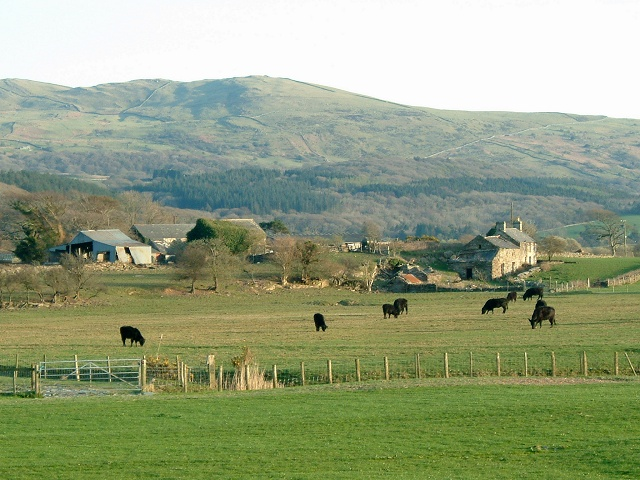
Ферма на пагорбі з Валлійською чорношкірою худобою

Сільське господарство в Уельсі в минулому було основною ланкою економіки, переважно сільської країни, яка є частиною Об'єднаного Королівства. Уельс — гірська країна, яка має м'який, вологий клімат. Це призводить до того, що лише невелика частина землі придатна для землеробства, водночас трави для випасу худоби достатньо. Як показник національної економіки, значення сільського господарства значно зменшилось; велика частина населення зараз проживає в містах на півдні країни, а туризм став важливою формою доходу в сільській місцевості та на узбережжі. Посівні культури вирощують на рівнинах. В інших місцях переважає виробництво молочних продуктів та тваринництво.

## Господарства в Уельсі
Як правило, невеликі і працюють як сімейні ферми. Розвиток орних культур і садівництва обмежений південно-східним Уельсом, північно-східною частиною країни, прибережними територіями та річковими долинами. Вісімдесят відсотків країни класифікується як «найменш благодатні райони». Виробництво молочних продуктів розвивається на пасовищах в низинних районах, а велика рогата худоба та вівці випасаються на високогір'ях та у більш віддалених землях. Значну частину високогір'я використовують для вівчарства, а Уельські гірські вівці вільно пасуться там. Як і в інших частинах Сполученого Королівства, сільське господарство зазнало великого тиску, що призвело до зменшення кількості землеробів, об'єднання господарств та збільшення часткового ведення сільського господарства. Фермерські будинки використовувались для ночівлі, або здавалися в оренду, а фермери долучилися до сфери туризму та інших видів діяльності. Сільське господарство в Уельсі значною мірою субсидується Спільною сільськогосподарською політикою Європейського Союзу, а уряд країни запровадив кілька схем, спрямованих на заохочення фермерської спільноти до співпраці у догляді за своєю землею екологічним способом.

## Огляд

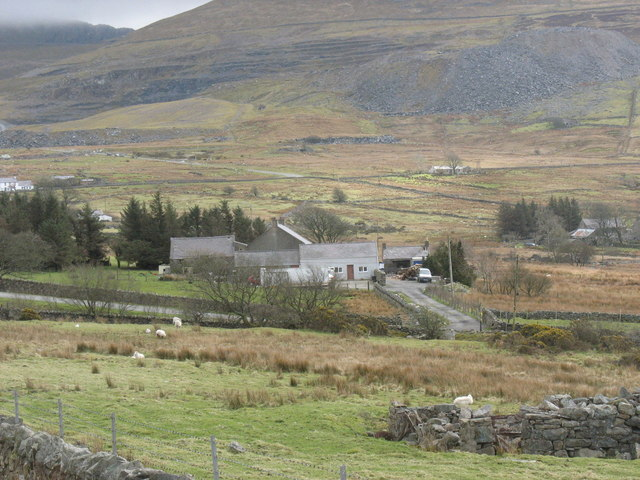
Ферма на пагорбі у "найменш сприятливому районі"

Клімат та рельєф Уельсу такі, що більша частина земель непридатна для землеробства, а тваринництво традиційно було в центрі уваги сільського господарства. Уельс оточений відкритим гірським регіоном на висоті понад 600 метрів на північному заході країни, що охоплює значну частину того, що зараз є Гвінедом, і високогірною зоною кислого болота (на висоті 200-600 м.), з прибережною смугою більш рівних, але все ще хвилястих земель. Він включає в себе долину Гламоргана, Монмутширу, Валлійської марки, Флінтшира і Денбігшира, прибережної рівнини Північного Уельсу, острова Енглсі, прибережної рівнини в затоці Кардіган і Пембрукшир, і це — основні площі, придатні для землеробства. М'який атлантичний клімат з переважно західними вітрами сприяє великій кількості опадів; на виочинах може бути 203 см. або більше, а на узбережжі 127 см.

У порівнянні з іншими частинами Сполученого Королівства, Уельс має найменший відсоток сільськогосподарських земель (6%) та значно меншу площу для випасу худоби, ніж Шотландія (27% проти 62%). Молочна промисловість добре розвинена в більш сприятливих районах країни, худоба вирощується у високогірних зонах, а гірські райони широко використовуються для вирощування овець. В Уельсі 1 600 000 гектарів сільськогосподарських угідь, і вісімдесят відсотків земель класифікуються як "найменш сприятливі райони".
Між 400 і 800 рр. н. е., після падіння Римської імперії у Великій Британії, землі були очищені від лісів в Уельсі, що означало розширення сільського господарства.
У Середньовіччя земля певною мірою утримувалася колективно в Південному Уельсі, як у феодальній Англії, із селами, оточеними хребетно-борознистими відкритими полями. На відміну від цього, у Північному Уельсі фермери, які проживають в одному селі, могли співпрацювати в командах, але земля належала приватними особами. Протягом середньовіччя вівці були менш цінними, ніж витривала високогірна худоба. Проте валлійська середньовічна форма землеволодіння була замінена спадщиною, яка підлягає розділу (де вся земля ділилася між усіма синами поміщика), створюючи невеликі ферми, які часто занурювались у злидні. Такий вид спадщини був скасований парламентом у 1542 р.
До раннього Нового часу, феодальна система Південного Уельсу зазнала краху, а відкриті поля були закриті поштучно, за домовленістю постраждалих фермерів, які залишили сільську місцевість незалежними фермерськими господарствами. На Півночі фермери продовжували жити на хуторах, які, згідно з даними 15 століття, складалися з дев'яти будинків і всі жили за правилом "одна плужна команда, одна піч, одна корова, одна кішка, один півень і один пастух".
Основною сільськогосподарською твариною в низині до 18 століття залишалася худоба. На височинах утримували овець, і якщо і вирощували якусь злакову культуру, то це був овес. Також практикувався перегін худоби, коли люди, рухалися зі своїми тваринами з  низинних ферм взимку до високогірних будинків влітку. У 18 столітті такий вид перегону худоби зник, коли земля була закрита, як високогірна, так і низинна. Понад 81000 гектарів валлійської спільної землі було швидко закрито та приєднано до існуючих земельних ділянок між 1793 і 1815 рр.
У 1801 році населення Уельсу становило 587 тисяч, і більшість із них жили б у сільській місцевості та працювали б у сільському господарстві. Та вже до 1911 р. населення збільшилось до 2,4 млн., більше половини з яких проживали в Гламоргані та Монмутширі, де  працювали в гірничій, металургійній та інших галузях промисловості. Відбувся відхід від землеробства, коли багато жителів сільського Заходу емігрували в 1830-х і 1840-х роках і мігрували до міст у другій половині XIX сторіччя. У 1911 р. сільське господарство було другорядною галуззю в Гламоргані, і мігрантська робоча сила з Англії була потрібна, щоб допомогти отримати урожай. Сільські ремісники також занепали, а їх запас поповнювався з районів південно-західної Англії та масової імміграції з Ірландії.

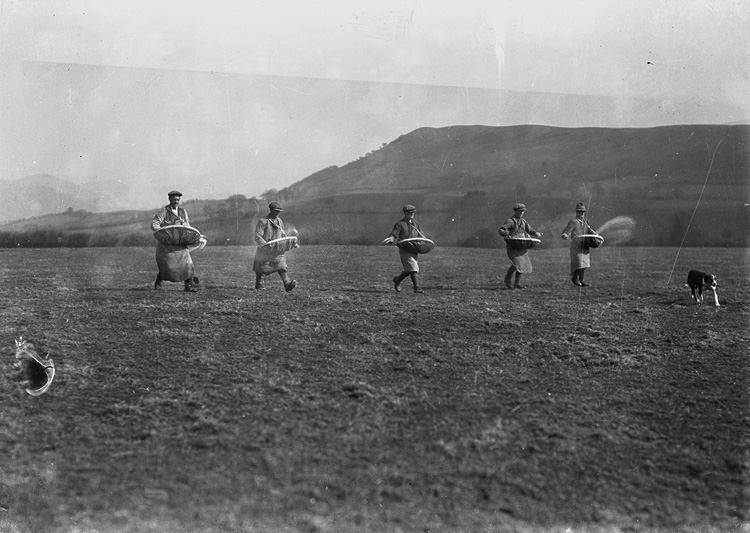
Робочі Уельських ферм, які сіють насіння, 1940-ті

Значна частина землі була у володінні великих землевласників і передавалася на утримання фермерам - орендарям у розмірі менше 100 акрів (40 га), часто з будівлями у поганому стані. Орендарі були занадто бідні, щоб платити вищу орендну плату, тому землевласники не бажали робити такі покращення, як осушення земель.
У 1914 р. було 2,258,000 акрів (914,000 гектарів)  лугів та 340,000 акрів (140,000 га) кукурудзи в Уельсі. Для сільськогосподарських потреб використовували 86 000 коней, 807 000 голів великої рогатої худоби, 237 000 свиней та 3 818 000 овець.
У 2014 році в Уельсі було 1048 000 гектарів, вкритих травою, ще 437 000 гектарів - лугами, 87 000 гектарів - лісами і 239 000 гектарів - сільськогосподарські землі (включаючи тимчасові луги). Кількість коней для сільськогосподарських потреб в статистиці не зазначена, але в країні налічувалося 290 000 дійних корів, 214 000 іншої худоби, 28 400 свиней та 9 739 000 овець. Також було 945 орних та садівничих господарств, 1753 молочних ферм, 12650 ферм з виробництва яловичини та овець, 95 спеціалізованих свинарських та 426 спеціалізованих птахофабрик.

## Види господарства
До орних культур, які вирощуються в Уельсі, належать пшениця, ячмінь, ріпак для виготовлення олії та кормова кукурудза. Картопля з півострова Гауер та Пембрукшир доступна на початку сезону. Садівництво вже тривалий час знаходиться у занепаді: площа оброблюваних земель під картоплю, овочі, м’які фрукти та сади зменшилася вдвічі з 1960-х років до приблизно 30,000 га (74,000 акрів). Загалом Уельс виробляє лише близько 20% плодоовочевої продукції, яка споживається в країні.
Зараз органічне землеробство займає понад 35,000 га (86,000 акрів) Уельсу. Найпоширеніші органічні продукти — це картопля, капуста та салатні культури. Валлійське органічне молоко продається так само добре, як і органічні сири та йогурти.

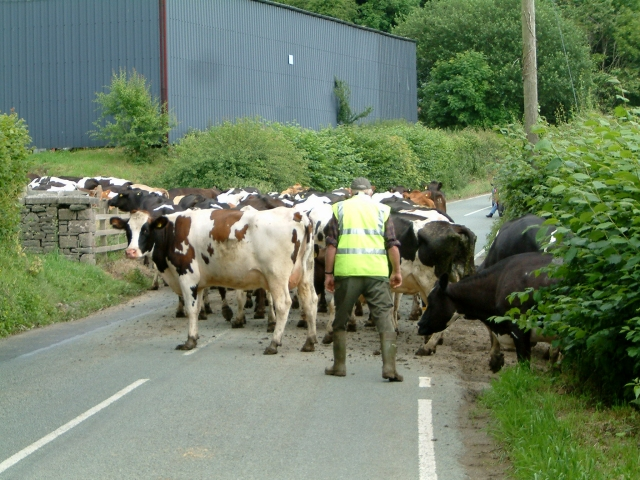
Корови, котрих збираються доїти поблизу Аберцинлейта, Повіс

Молочне виробництво зокрема забезпечується завдяки достатньо великому поголів'ю худоби у низинних районах країни. Ручне доїння корів у байрі відходить у минуле, і в наш час стада доять машиною в сучасних корівниках два-три рази на день. Молоко проходить по трубопроводу до охолоджувача і зберігається в охолодженому наливному баку та збирається молочною цистерною щодня. Загалом, корови пасуться на відкритому повітрі влітку і зимують в приміщеннях, часто в кабінах, причому основна частина їх корму - силос. Ціни на молоко ледь покривають виробничі витрати, рентабельність обмежена, і щороку стає менше сімейних молочних ферм. У 2014 році в Уельсі було 1855 виробників молока, щорічний спад на 1,23% з 2011 року, але кількість доєних корів була приблизно статичною — 223 000.
Низинні тваринницькі ферми в основному концентруються на м'ясній худобі та різних породах овець, але є також невеликі підрозділи, що тримають рідкісних тварин, включаючи кіз, оленів, альпаку, гуанако, ламу, буйволів та страусів, а також спеціалізовані свинарські та птахофабрики. Більшість великої рогатої худоби взимку харчується силосом. Телята вирощується матір’ю, а також активно йде закупівля та вирощування молодняка великої рогатої худоби. Деякі з них - це схрещенні телята - другорядний продукт молочної промисловості, де молочну корову схрещують з такими породами великої рогатої худоби як Шароле, лімузинською, ангуською, герефордською породою та іншими. Багато з них згодом продають в інші частини Великої Британії на відгодівлю. Яловичий сектор в Уельсі повільно зменшується, і в 2011 році в Уельсі за два роки було близько 220 000 худоби 
Підгірні та гірські ферми забезпечують випас витривалих порід великої рогатої худоби, таких як Уельські чорні та гірські вівці. Худоба зазвичай взимку знаходиться у приміщенні, а влітку пасеться на відкритих схилах. Своїми копитами вони витоптують папороть, що допомагає тримати під контролем її розростання, проте з жорсткою травою вони боротися не в змозі. Вівці здебільшого пасуться на відкритих схилах пагорбів цілий рік. Тут вони добре знають дорогу, місця, де пастися в різні пори року і де прихиститись. Самців використовують для м'яса, а більшість самок утримують на пагорбі як заміну стада. Старих вівцематок переселяють на нижчі висоти і схрещують з низинними баранами, щоб отримати валлійських мулів, яких потім використовують для розведення.

## Тваринництво

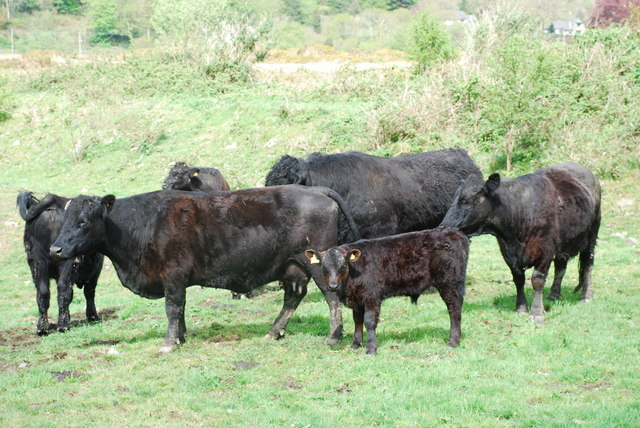
Уельські чорні молочні корови зі своїми телятами поблизу Пенменпула

У 2013 році в Уельсі налічувалося 1 094 644 голів великої рогатої худоби, включаючи 223 208 дійних корів та 174 100 м’ясних корів віком від двох років. Загальна кількість овець та ягнят становила 9 469 692, з них 4 003 581 - вівцематки або самки, утримані для розведення. Окрім цього, було 24 890 свиней, 10 475 кіз та 50 381 коней. Стадо птиці налічувало 8 736 547 птахів, у тому числі 6079114 птахів (бройлерів).
Уельська чорна худоба - традиційна порода Уельсу. Ці витривалі корови з рогами та кошлатими шубками здатні  комфортно жити на неякісних пасовищах і болотах і можуть використовуватися як для виробництва молока, так і яловичини. Велика їх кількість вирощувалась в Уельсі та переганялася на відгодівлю в Англію для продажу на англійських ринках. На валлійських фермах протягом XIX століття вони використовувалися як тягачі плугів, а іноді і возів, і були цінним майном, за яким можна було оцінити багатство людини. У наш час багато худоби схрещують з биками Шароле, лімузинськими чи герефордськими биками, але чистокровні стада все ще можна зустріти у багатьох нагірних районах.

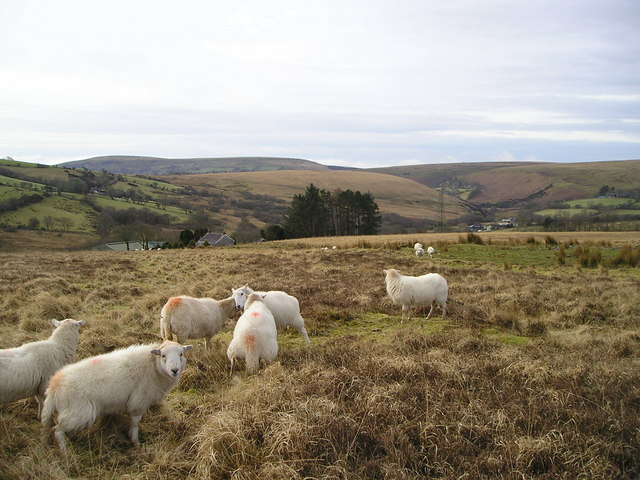
Валлійські гірські вівці на кучерявих луках

Валлійська гірська вівця - витривала порода, середовище проживання яких - гори, де вони проводять цілий рік. Добре знаючи свою місцевість,  вони самі собі господарі. Їх збирають раз чи два на рік. Від природи вони рогаті, з різними відтінками коричневого або чорного, невдалої статури. Зовсім нещодавно методом наукового розведення їх було покращено і експортовано до багатьох куточків світу. Вони є частиною предків різних місцевих порід овець в Уельсі, породи Ланвеног, Лейн, Керрі-Хілл, борсукові, Валлійський мул та Беула. У сільській місцевості вівці все ще залишаються важливою частиною життя, щорічно проводяться виставки худоби та випробування собак-пастухів.
Свині не є однією з основних форм тваринництва на валлійських фермах, хоча є деякі з них спеціалізуються на цьому. Раніше їх у невеликій кількості тримали на фермах, а також сільські та міські дачники. У двадцятому столітті багато шахтарів у долинах Південного Уельсу все ще тримали свиней на задньому дворі для забою та виробництва свіжої та солоної свинини, бекону, фрикадельок та кров'янки. У 2011 році в Уельсі було 25 600 свиней, що менше половини від кількості, яка була десятиліттям раніше.

## Сільське господарство сьогодні
Сільське господарство в Уельсі значною мірою субсидується Спільною аграрною політикою Європейського Союзу, а фермери отримують щорічні платежі за площу, яку вони обробляють. Нова схема була оголошена в 2014 році; після перехідного періоду, що триватиме до 2019 року, низинні ферми отримуватимуть майже 200 фунтів стерлінгів за гектар, тоді як ферми у несприятливих районах - 166 фунтів стерлінгів. Загальний платіж для Уельсу між 2014 і 2020 роками становитиме 1870 мільйонів фунтів стерлінгів, але частина з них (15%) буде використана для проектів розвитку сільських територій.
Доходи фермерських господарств за ці роки знизилися в результаті політики дешевих продуктів харчування у Сполученому Королівстві, зниження світових цін на товари та скасування субсидій на виробництві. Особливо сильно постраждали доходи гірських ферм в Уельсі, які в 2014 році становили в середньому 15 000 фунтів стерлінгів, проти 23 000 фунтів стерлінгів для низинних тваринницьких ферм та 59 000 фунтів стерлінгів для молочних ферм. Робоча сила скорочується вже протягом багатьох років в результаті посиленої механізації та змін у практиці ведення сільського господарства. Сьогодні потребується менше фермерів, оскільки вони можуть виробляти більше їжі зі своєї землі. Сіно більше не є основним джерелом зимових кормів для худоби, і воно значною мірою замінено силосом, особливо тюкованим, загорнутим у плівку, який можна обробляти механічно. Це сприяло зменшенню робочої сили, необхідної для фермерських господарств, і збільшенню використання фермерами спеціалізованих підрядників, які надають послуги з виготовлення силосу, збирання врожаю та встановлення огорожі. Іншою проблемою, з якою стикаються валлійські фермери, є віддаленість від основних розподільчих центрів, що використовуються супермаркетами, в основному розташованими поблизу центральних районів в Англії.
Щоб збільшити свої доходи, багато фермерів урізноманітнили види діяльності; середній дохід від несільськогосподарської сфери на фермах в Уельсі у 2013/2014 р. становив 4900 фунтів стерлінгів. З туризмом пов'язано багато суміжних напрямків; сюди відносяться проживання в готелі типу "ліжко та сніданок", житло із самообслуговуванням, хостели, кафе, ресторани, фермерські магазини, ринки. Деякі фермери надають приміщення та зони на відкритому повітрі для дозвілля, забезпечують  м’ячами з фарбою, лазерними бойовими іграми катанням на поні, катанням на гірських велосипедах та багатьма іншими видами діяльності. Каравани, кемпінги та стоянки забезпечують альтернативне використання землі, а вітряні турбіни можуть забезпечити додатковий прибуток від землі, яка все ще обробляється звичайним способом.

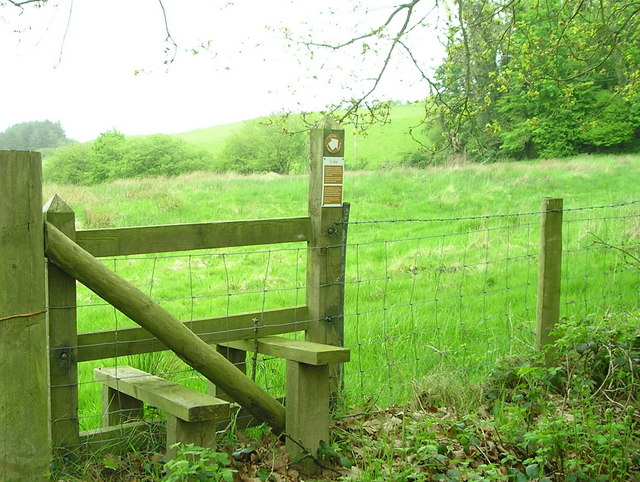
Пішохідна доріжка стала доступною для користування як частина схеми Тіра Гофала

Зміни в землеробській практиці, особливо осушення земель, більш інтенсивне використання пасовищ та видалення живоплотів, вплинули на дику природу в Уельсі. Причини спаду є комплексними, і такі фактори, як зміна клімату, також відіграють свою роль. Протягом багатьох років існували різні ініціативи, спрямовані на те, щоб допомогти фермерам урізноманітнити та вести фермерські господарства екологічно безпечно. Tir Cymen була програмою, спрямованою на збереження традиційних ландшафтів, і за нею слідувала програма Tir Gofal, яка заохочувала створення ставків та заболочених земель, насадження лісів та збереження живоплотів. Обидві вони зараз закриті для нових учасників. Останньою ініціативою є " Glastir", яка є більш об'єктивною, ніж попередні схеми, пропонуючи фінансову підтримку учасникам із конкретними цілями боротьби зі зміною клімату, поліпшення управління водними ресурсами та збереження і підвищення біорізноманіття.